# 西元町站
西元町站（日语：／ Nishi-Motomachi eki */?）是位於兵庫縣神戶市中央區元町通六丁目，阪神電氣鐵道神戶高速線的地下車站。車站編號為「HS34」。

## 概要
此站前後區間是由神戶高速鐵道擁有（路線名為「東西線」，第三種鐵道事業者）。由阪神電氣鐵道在該路線上營運（路線名為「神戶高速線」，第二種鐵道事業者）。在2010年翻新車內設施（車站資訊板後），車站出入口一切不會顯示神戶高速鐵道，會以「阪神 神戶高速線 (HANSHIN KOBEKOSOKU LINE) 」標記。
此站只有直通特急中，類別顯示牌為黃色底的（直通特急）班次停站。

## 歷史
- 1968年（昭和43年）4月7日 - 神戶高速鐵道開通，此站啟用。
- 1991年（平成3年）4月7日 - 山陽特急開始停站。
- 1995年（平成7年）
  - 1月17日 - 發生阪神大地震，車站暫停營運[1]。
  - 2月1日 - 阪神三宮站至高速神戶站之間單線重開，此站重開。
  - 2月6日 - 阪神三宮站至高速神戶站之間全面重開。
- 1998年（平成10年）2月15日 - 山陽特急再次停站。同時，直通特急通過此站。
- 2001年（平成13年）3月10日 - 直通特急話於日間時段停西元町站和此站（在2009年3月時間表修正後，須磨站至阪神三宮站之間各站停車）[2]。
- 2006年（平成18年）10月28日 - S特急停此站。
- 2009年（平成21年）3月20日 - 星期六與假日晚上增加直通特急班次，山陽特急駛入此站。
- 2010年（平成22年）9月 - 在該日前，站名牌使用阪神電氣鐵道的樣式（而副站名「長田神社前」不再標記在站名牌上）。山陽電氣鐵道和阪急電鐵第二種鐵道事業廢止。山陽電氣鐵道繼續駛入此站。
- 2014年（平成26年）4月1日 - 引入車站編號。

## 車站構造
車站是一座地下車站，設有2面2線的相對式月台。車站設有轉轍器和絶對信號機，被定義為停留所。月台在地下2樓，月台建造在急彎位上，月台與車廂地面之間。月台全長150米，阪神車輛和山陽車輛的7卡編成均可停站。而近畿日本鐵道（近鐵）的6卡編成也可停站。在2012年3月20日起，星期六與假日設有從新開地前往奈良的快速急行班次，這些班次只使用阪神車輛，不會使用近鐵車輛。
閘口與車站大樓在地下1樓，設有東西各1處閘口（西閘口為主閘口）。升降機設於東出口，設有2台升降機，1台連接地面出入口、大堂與上行月台之間，另1台連接下行月台與大堂之間。
此站設有自動體外心臟去顫器 (AED)。

### 月台
| 月台 | 路線       | 上下行 | 方向                                                          |
| ---- | ---------- | ------ | ------------------------------------------------------------- |
| 1    | 神戶高速線 | 上行   | 三宮、尼崎、大阪（梅田）、難波、奈良方向                      |
| 2    | 神戶高速線 | 下行   | 高速神戶、新開地、明石、姬路、 神戶電鐵線（於新開地轉乘）方向 |

- 在站內沒有標記月台編號。在官方網站的站內圖、「阪神App」中設有標示月台編號，梅田方向為1號月台，姬路方向為2號月台。

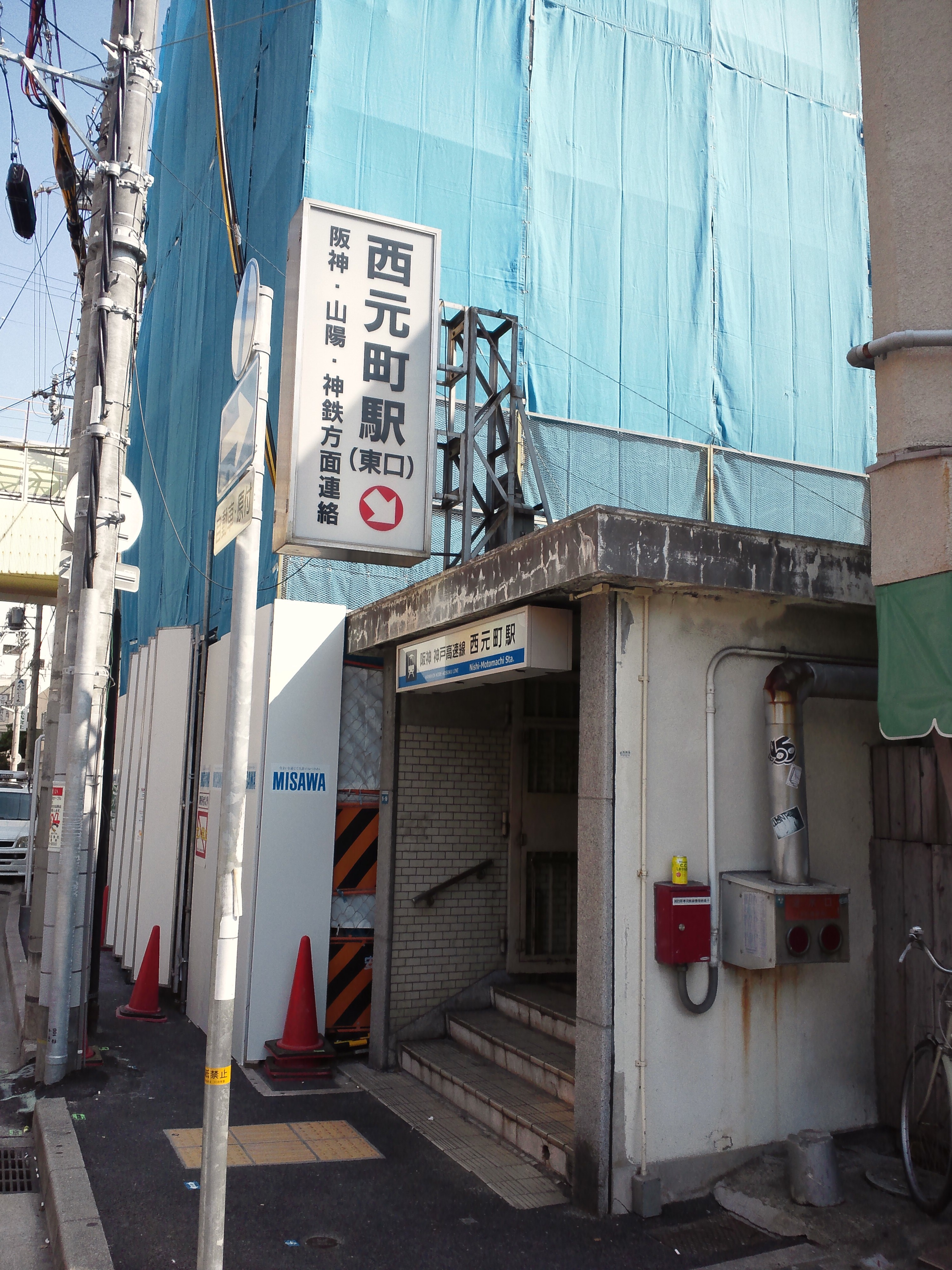
東出口
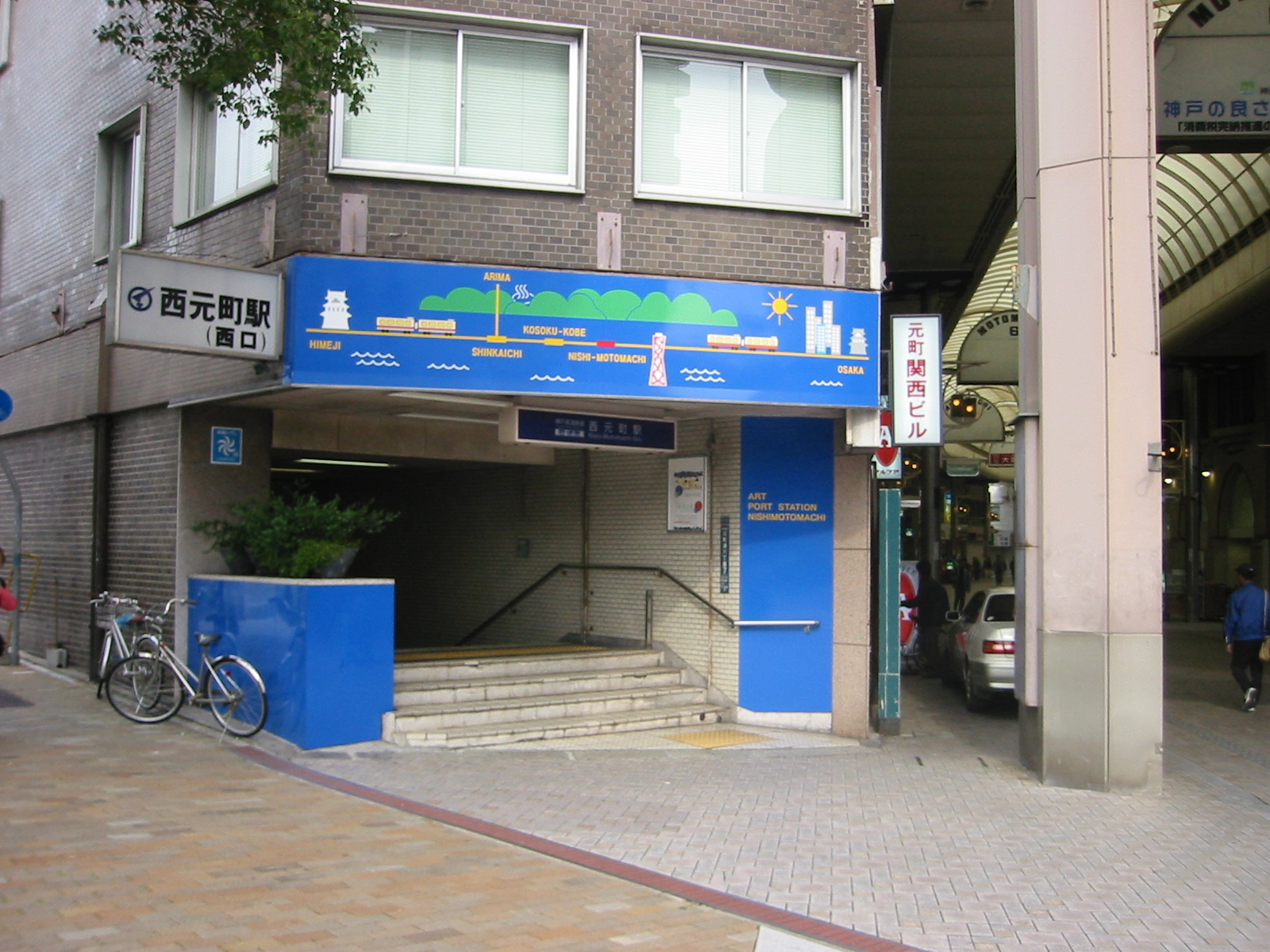
西出口、入口 （神戶高速鐵道直營時代）
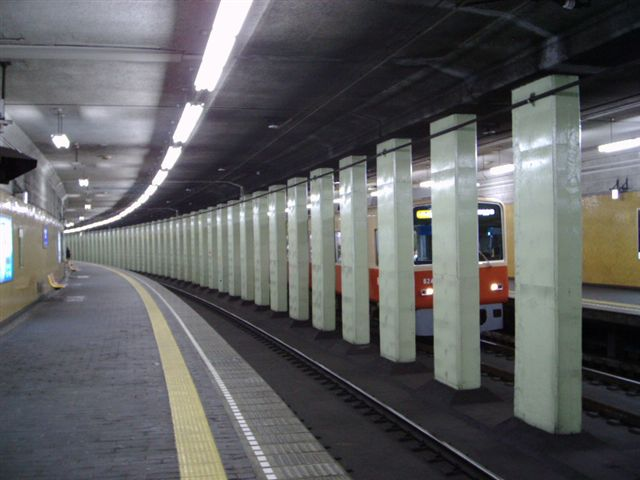
月台
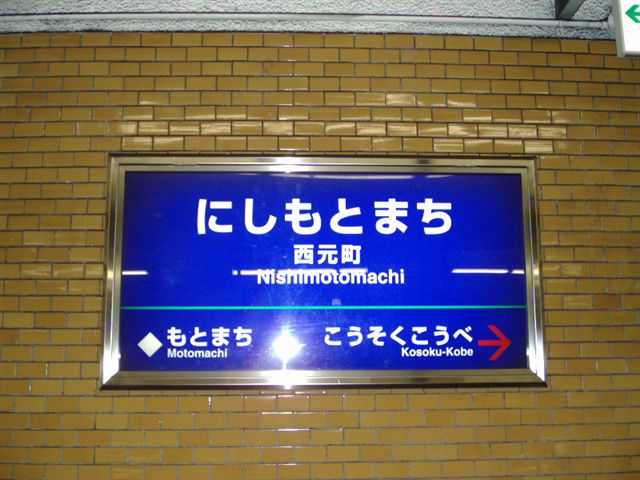
站名牌 （2010年9月下旬前）

## 車站周邊
- 阪急電鐵神戶高速線花隈站 - 距離此站以東200米。
- 榮町通（日语：栄町通 (神戸市)）
- 神戶中央郵局（日语：神戸中央郵便局）
  - 郵貯銀行神戶店
  - 簡保生命神戶分店
- 神戶橘郵局
- 地方裁判所及簡易裁判所合同廳舍
  - 神戶地方裁判所（日语：神戸地方裁判所）
  - 神戶簡易裁判所（日语：神戸簡易裁判所）
- 神戶法務綜合廳舍
  - 神戶地方檢察廳（日语：神戸地方検察庁）
- Hello Work神戸（公共職業安定所）
- 神戶市消防局（日语：神戸市消防局） 中央消防署榮町出張所
- 元町商店街（日语：元町 (神戸市)）
- 元町高架通商店街（日语：元町高架通商店街）
- 宇治川商店街
- 波止場町TEN×TEN（日语：波止場町TEN×TEN）
- 神戶Crystal Tower（日语：神戸クリスタルタワー）
  - 兵庫勞働局（日语：兵庫労働局）
- 神戶Harborland（日语：神戸ハーバーランド）
- 走水神社（日语：走水神社 (神戸市)）
- Championcurry（日语：カレーのチャンピオン）神戶店

曾經存在的主要設施
- 三越神戶店 - 1984年2月關閉
- 神戶文化會堂（日语：神戸文化ホール）海鷗館 - 2005年關閉。
- 舊三菱銀行神戶支店

## 其他事項
- 在三越神戶店關閉前，站名標設有副站名「三越前」。
- 在2012年2月下旬，此站設置進站表示器，與阪神各站一樣。
- 此站引入了神戶高速車站首個公共Wifi熱點。au和SoftBank也可使用，與其他阪神各站一樣。

## 相鄰車站
阪神電氣鐵道
 神戶高速線
■直通特急（A直特）、■S特急
通過
■直通特急（B直特）、■特急、■快速急行（星期六和假日只有3班上行班次）、■■普通
元町（HS33）－西元町（HS34）－高速神戶（HS35）
- A直特指類別幕為紅色（直通特急）。B直特指類別幕為黃色（直通特急），後者在阪神三宮站至板宿站之間各站停車。

## 外部連結
- 西元町（路線圖、車站資訊） - 阪神電氣鐵道